# Hartbeespoort-Stausee
Der Hartbeespoort-Stausee (offizielle Bezeichnung von Staumauer und Stausee: Hartbeespoort Dam Reservoir) ist eine Talsperre in Südafrika.

## Beschreibung
Das Bauwerk liegt in der Northwest Province etwa 35 Kilometer westlich von Pretoria, der in der Mitte des Hartbeespoort Nature Reserve liegt. Das Absperrbauwerk wurde an einem schmalen Durchbruch durch die Magaliesberge errichtet und staut das Wasser des Crocodile River sowie des Magalies River mit einer Bogenstaumauer. Die mittlere Wassertiefe des Stausees ist 9,6 Meter und die maximale Wassertiefe 45,1 Meter.
Zur Errichtung der Staumauer wurde ab 1912 das erforderliche Land von der südafrikanischen Regierung erworben. Sie wurde zwischen 1921 und 1923 erbaut. 1925 war der Stausee erstmals so weit gefüllt, dass Wasser aus ihm ausströmte.
Der Stausee wurde zu Bewässerungszwecken errichtet. Heute bewässert er 160 Quadratkilometer Fläche in der Umgebung.
Über die Mauerkrone führt eine Straße.

## Tourismus
Nach seiner Fertigstellung entwickelten sich der See und das umliegende Gebiet zu einem beliebten Urlaubs- und Wochenenderholungsort der Einwohner Johannesburgs und Pretorias, was sie auch heute noch sind. Der See gehört zusammen mit dem Stausee des Vaal-Stausees zu den wenigen Wassersportgebieten in und um Gauteng.
Aufgrund der hohen touristischen Anziehungskraft haben sich Tierparks, Sportmöglichkeiten, zahlreiche Restaurants und Hotels sowie eine Seilbahn, die Aerial Cableway Hartbeespoort, angesiedelt.   

## Verschmutzung

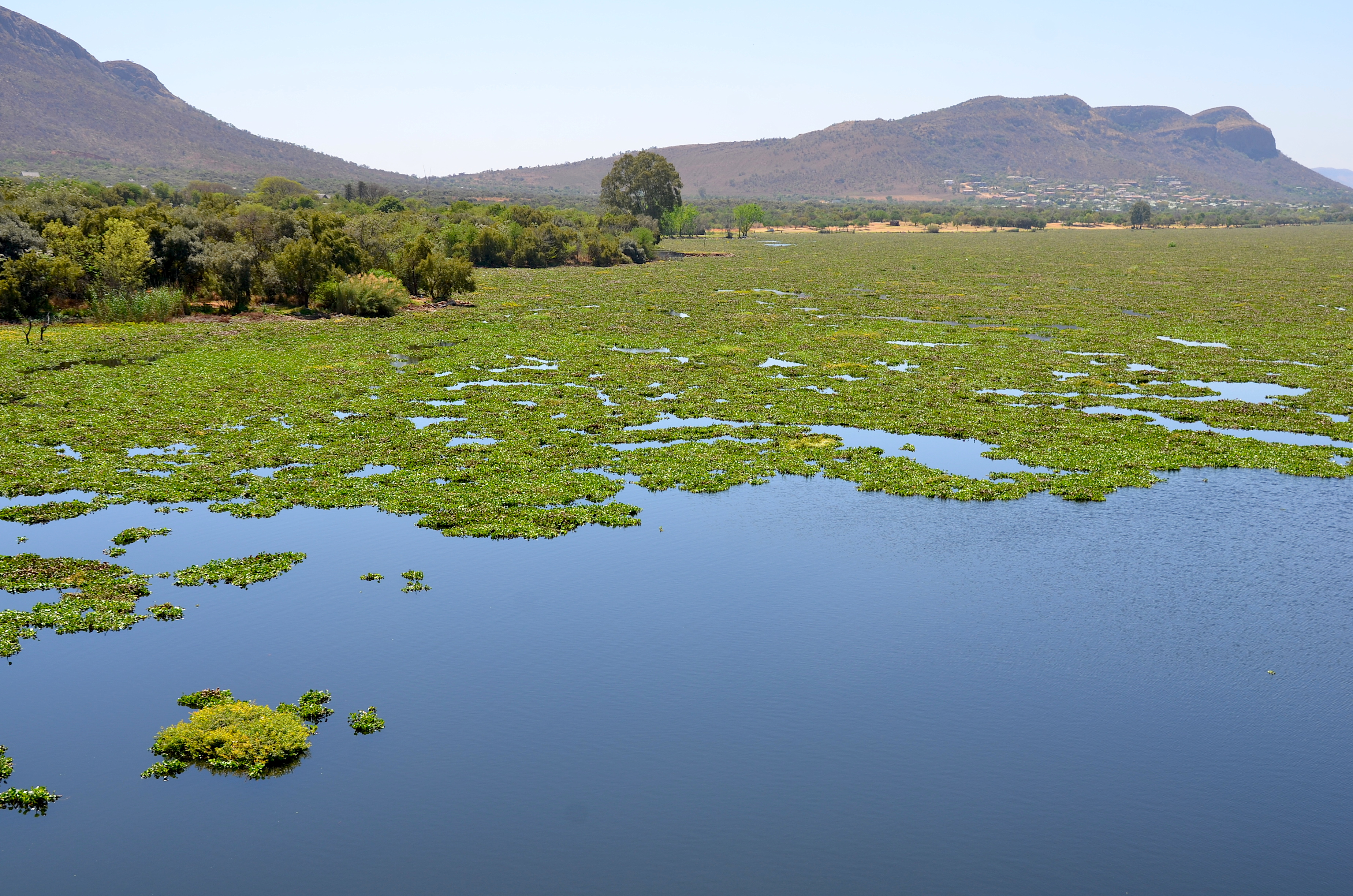
Massiver Wachstum der Wasserhyazinthe verschlechtert die Wasserqualität des Hartbeespoort-Stausees

Der Stausee ist bekannt für seine sehr schlechte Wasserqualität. Große Mengen an Phosphaten und Nitraten aus der Landwirtschaft im Einzugsgebiet sowie aus ungeklärten Abwässern aus den angrenzenden Gebieten Gautengs werden in den See geschwemmt. Die dadurch verursachte Eutrophierung ist unter anderem an der häufig intensiv grünen Farbe des Wassers erkennbar.

## Sonstiges
Der Stausee wurde nach dem Afrikaans-Namen Hartbeespoort (deutsch „Hartebeest-Pass“; Afrikaans Hartebeest, deutsch „Kuhantilope“) benannt. Damit ist der schmale Durchbruch durch die Magaliesberge beziehungsweise der gleichnamigen, heute überfluteten Farm des Generals Hendrik Schoeman gemeint. Das Gebiet ist über die Nationalstraße 4 South erreichbar.
2016 hatte Hartbeespoort die stärkste Luftverschmutzung Südafrikas.
1982 wurde der Asteroid (1914) Hartbeespoortdam nach dem Stausee benannt.